# 西發里亞主權體系
西發里亞主權體系（Westphalian sovereignty）是國際法的建立基礎，即：
- 每個主權國家對其領土和國內事務擁有主權，排除所有外部勢力侵擾；
- 各國互相承認主權並互不干涉他國內政；
- 每個國家（無論大小，或強或弱）的主權平等。

該學說以1648年簽署的《威斯特伐利亚和约》命名（該和約的簽署象徵著三十年戰爭和八十年戰爭的結束）。歐洲當時主要的幾個參戰國家，包括神聖羅馬帝國、西班牙、法國、瑞典、荷蘭共和國，同意尊重彼此的領土完整。隨著歐洲的影響力傳遍全球，西發里亞體系的原則，特別是主權國家的概念，成為國際法和當前世界秩序的核心，如《聯合國憲章》第一章第二條：

本組織係基於各會員國主權平等之原則。……本憲章不得認為授權聯合國干涉在本質上屬於任何國家國內管轄之事件。

主权體系在18世纪进一步发展，至19至20世纪达到巅峰；但进入后冷战时代以来，随着缺少人道干涉而導致的数次人道主義災難（1994年卢旺达大屠杀，1995年雪布尼查大屠殺，2003年达尔富尔战争中的種族滅絕）及環境問題、恐怖主義問題等，不干涉他国主权的原则正逐漸受到聯合國（尤其是科菲·安南任期内）和国际社会的質疑。

## 延伸閱讀
- 杨泽伟.  (PDF). 法学研究. 2001, (4): 144–153. ISSN 1002-896X. CNKI LAWS200104010. （原始内容存档 (PDF)于2024-08-27）.
- 《中国大百科全书》第三版网络版中的条目：（简体中文）